# Епишин, Андрей Сергеевич (легкоатлет)
Андрей Сергеевич Епишин (родился 10 июня 1981 г. в городе Жуковский, Московская область) — российский легкоатлет, специализируется на 100-метровой дистанции. Чемпион России (зима 2003, зима 2004), бронзовый призёр чемпионата России (лето 2003), бронзовый призёр Кубка Европы (зима 2003). На Чемпионате мира по лёгкой атлетике в помещении 2006, завоевал серебряную награду в беге на 60 метров, установив при этом национальный рекорд России — 6,52 секунды.
Вице-чемпион Европы 2006 года на дистанции 100 м с результатом 10,10 сек (рекорд России).
В сборной команде России с 2003 года.